# 伊茲瓦雷萊鄉 (奧爾特縣)
44°16′00″N 24°32′00″E / 44.2667°N 24.5333°E
伊茲瓦雷萊鄉（羅馬尼亞語：Comuna Izvoarele, Olt），是羅馬尼亞的鄉份，位於該國南部，由奧爾特縣負責管轄，處於布加勒斯特以西130公里，每年平均降雨量970毫米，海拔高度128米，2007年人口3,706。